# Monsieur Prof
 (janvier 2025).
Monsieur Prof, né en 1994, est un enseignant, auteur, vulgarisateur linguistique et vidéaste web franco-anglais. Il vit actuellement à Toulouse, en France. Il est présent sur les réseaux sociaux, et compte plus de 2 000 000 d'abonnés sur Instagram, TikTok et YouTube confondus où il publie des vidéos pédagogiques et éducatives.

## Biographie
À 14 ans, en 2008, il quitte le Royaume-Uni et s'installe avec sa famille à Lectoure, dans le Gers, en France. Il vit à Toulouse depuis 2010. Après des études à l'université Toulouse-Jean-Jaurès, il devient professeur d'anglais dans un collège de la ville.
En 2022, ses élèves l'encouragent à ouvrir un compte TikTok. Il y publie des vidéos pédagogiques et éducatives,.
En 2023, il reçoit le premier TikTok Awards dans la catégorie « Apprendre sur TikTok »,.
Passionné par le rugby,, Monsieur Prof est abonné au Stade toulousain depuis 2022. De plus, il réalise des vidéos,, avec les joueurs du Stade toulousain, tels que Ange Capuozzo.
En mars 2024, Monsieur Prof et ses élèves de cinquième envoient une lettre à Kate Middleton à la suite de l'annonce de son cancer,,,,,.
En août 2024, il publie son premier livre intitulé Let's speak english ! ,,, une méthode d'apprentissage de l'anglais.
En novembre 2024, il participe à Danse avec les personnalités du Gers pour récolter des fonds pour l'UNICEF.

## Ouvrages
- Monsieur Prof, Let's speak english !: Une méthode fun et efficace pour progresser en anglais, Éditions Larousse, 2024, 224 p. (ISBN 978-2036055575).